# 齋藤勁吾
齋藤勁吾（日语：／ Saitō Keigo），日本漫畫家。出身於山形縣內町。鶴岡中央高校、寶塚大學畢業。

## 經歷
高中2年級或3年級時「受到畫漫畫的朋友和讀到的關於想成為漫畫家的人的漫畫的影響」，開始畫漫畫， 進入大學後，他要立志成為一名漫畫家。大學生時，在《少年Jump NEXT!!》（集英社）2014年2卷號發表短篇《RED HIT GIRL》首次亮相。之後，在《週刊少年Champion》（秋田書店）刊登了單部短篇。並從同一雜誌2018年第33號至2019年6號連載。
《傷痕累累的鋼琴奏鳴曲》於2020年10月27日至2021年5月4日在《少年Jump+》（集英社）連載。

## 作品列表
- RED HIT GIRL（短篇。出道作品。《少年Jump NEXT!!》（集英社）2014年2號發表[1]）
- （短篇。《週刊少年Champion》（秋田書店）2016年39號發表）
- （短篇。《週刊少年Champion》2017年25號發表）
- （《週刊少年Champion》2018年33號—2019年6號[1]）
- 傷痕累累的鋼琴奏鳴曲（《少年Jump+》（集英社）2020年10月27日—2021年5月4日）
- 異世界武士（《ComicWalker》（KADOKAWA）2023年2月22日—）

## 外部連結
- 齋藤勁吾的X（前Twitter） （日語）